# Rede Viária de Moçambique
Rede Viária de Moçambique, SA (REVIMO) é uma sociedade anónima moçambicana, estabelecida com o objectivo de construir, manter e explorar as infraestruturas viárias que lhe possam ser concessionadas pelo governo, como estradas e pontes, através de um sistema de portagens.

## História
A empresa foi estabelecida em Setembro de 2018, com o seu capital inteiramente detido por uma entidade pública, o Fundo de Estradas. A sua criação foi uma tentativa de mobilizar capitais públicos e privados para a gestão das infraestruturas rodoviárias, o que não foi conseguido pela extinta Maputo Sul.. A empresa ganhou de início a concessão da Ponte Maputo–Katembe, da Estrada Circular de Maputo e da EN6, que liga a Beira à fronteira de Machipanda. Em Junho de 2021, a empresa recebeu a concessão de mais três estradas, Macia-Praia do Bilene, Macia-Chókwè e Chókwè-Macarretane, todas na província de Gaza.
Entretanto, a empresa alienou 30% do seu capital a entidades cuja identidade não foi revelada, o que gerou a suspeita de que esta operação teve como objectivo favorecer actores politicamente conectados com o governo.
Segundo o relatório da empresa referente a 2022, foi registada a passagem de 17,5 milhões de viaturas nesse ano, o que representa uma aumento de 181% em relação ao ano anterior, e que foi atribuído à abertura das quatro portagens da Estrada Circular de Maputo. No entanto, o volume de tráfego diminuiu nas três portagens da EN6, da Beira a Machipanda. Em termos financeiros, o lucro da empresa subiu em 2022 para 144,3 milhões de meticais, representando um aumento de 14,6% em relação a 2021.

## Descrição
Em Maio de 2022, a REVIMO geria 679,7kms de estrada, estando já em funcionamento 12 das 16 portagens previstas, o que dá uma média de 42,5km de estrada por portagem.